# Kenta Komatsu
Kenta Komatsu (小松 憲太 Komatsu Kenta?, nacido el 19 de enero de 1988 en Shiojiri, Nagano) es un exfutbolista japonés. Jugaba de centrocampista y su único club fue el Matsumoto Yamaga FC de Japón.

## Trayectoria

### Clubes
| Club                | País  | Año         |
| ------------------- | ----- | ----------- |
| Matsumoto Yamaga FC | Japón | 2010 - 2014 |

## Estadística de carrera

### J. League
| Club                | Año   | J. League | J. League | Copa J. League | Copa J. League | Total | Total |
| Club                | Año   | Part.     | Goles     | Part.          | Goles          | Part. | Goles |
| ------------------- | ----- | --------- | --------- | -------------- | -------------- | ----- | ----- |
| Matsumoto Yamaga FC | 2012  | 22        | 1         | -              | -              | 22    | 1     |
| Matsumoto Yamaga FC | 2013  | 12        | 0         | -              | -              | 12    | 0     |
| Matsumoto Yamaga FC | 2014  | 0         | 0         | -              | -              | 0     | 0     |
| Total               | Total | 34        | 1         | 0              | 0              | 34    | 1     |